# Saint-Jean-du-Corail
Saint-Jean-du-Corail là một xã thuộc tỉnh Manche trong vùng Normandie tây bắc nước Pháp. Xã này nằm ở khu vực có độ cao trung bình 127 mét trên mực nước biển.